# Tamdaona janus
Tamdaona janus är en stekelart som beskrevs av Sergey A. Belokobylskij 1992. Tamdaona janus ingår i släktet Tamdaona och familjen bracksteklar. Inga underarter finns listade i Catalogue of Life.